# کمیته المپیک چین تایپه
کمیته المپیک چین تایپه (انگلیسی: Chinese Taipei Olympic Committee) یک سازمان ورزشی است که نماینده کشور تایوان  در کمیته بین‌المللی المپیک می‌باشد.
این سازمان که در سال ۱۹۶۰ تأسیس شده مسئول آماده‌سازی و اعزام ورزشکاران به بازی‌های المپیک، بازی‌های المپیک جوانان و بازی‌های آسیایی است.